# Базилевский, Андрей Александрович
Андрей Александрович Базилевский (род. 24 февраля 1967, Чегдомын) — российский политик, сенатор Российской Федерации (с 2021 по 2024 год). Входил в Комитет Совета Федерации по науке, образованию и культуре в качестве заместителя председателя.
Из-за поддержки российско-украинской войны — под санкциями 27 стран ЕС, Великобритании, США, Канады, Швейцарии, Австралии, Украины, Новой Зеландии.

## Биография
Родился 24 февраля 1967 года в посёлке Чегдомын Верхнебуреинского района Хабаровского края. В 1989 году окончил исторический факультет Хабаровского государственного педагогического института, затем работал учителем истории в Хабаровске. С 1993 года работал в администрации Хабаровского края — сначала в должности заместителя председателя Комитета по делам молодёжи, а в 1998 году возглавил этот комитет. В 1998 году окончил Дальневосточную академию государственной службы. В 2006 году назначен первым заместителем краевого министра образования, в июле 2007 года — министром. В 2008 году окончил Хабаровскую государственную академию экономики и права по специальности «юриспруденция», с февраля 2011 года являлся министром образования и науки Хабаровского края.
14 января 2014 года назначен заместителем председателя краевого правительства.
С 2015 года Базилевский руководил всероссийским детским центром «Океан», а летом 2020 года после назначения Михаила Дегтярёва исполняющим обязанности губернатора Хабаровского края стал заместителем председателя правительства региона.
Постановлением губернатора Хабаровского края Дегтярёва № 93 от 24 сентября 2021 года Базилевский наделён полномочиями сенатора Российской Федерации — представителя в Совете Федерации от правительства Хабаровского края.
Постановлением избранного губернатора Хабаровского края Демешина № 57 от 13 сентября 2024 года полномочиями наделён новый сенатор Российской Федерации — представитель от правительства Хабаровского края Андрей Серёжников.

## Санкции
Из-за поддержки российской агрессии и нарушения территориальной целостности Украины во время российско-украинской войны находится под персональными международными санкциями разных стран. С 9 марта 2022 года находится под санкциями всех стран Европейского союза. С 15 марта 2022 года находится под санкциями Великобритании. С 30 сентября 2022 года находится под санкциями Соединенных Штатов Америки. С 23 марта 2022 года находится под санкциями Канады. С 16 марта 2022 года находится под санкциями Швейцарии. С 21 апреля 2022 года находится под санкциями Австралии.
Указом президента Украины Владимира Зеленского от 7 сентября 2022 находится под санкциями Украины. С 3 мая 2022 года находится под санкциями Новой Зеландии.